# Can Coll de n'Orri
Can Coll de n'Orri és una masia de Breda (Selva) inclosa a l'Inventari del Patrimoni Arquitectònic de Catalunya. Antigament el mas es deia can Llorens.

## Descripció
Antiga masia, situada als afores del nucli urbà de Breda, al costat esquerre de la carretera Breda-Arbúcies, just passat el quilòmetre 7. L'edifici, aïllat i situat just en un revolt de la carretera que l'aïlla més, es troba en un considerable estat d'abandó i ha sofert actes de bandalisme.
Distingim dos cossos que formarien l'habitatge: un cos rectangular, de planta baixa i pis, amb la teulada a una vessant amb el desaigua a la façana principal; i un cos annex al costat dret, més alt, amb el teulat a doble vessant desaiguat a les façanes principal i posterior (però en part ensorrat).
A la façana principal del cos rectangular, a la planta baixa hi ha dues portes al costat esquerre i dues finestres al costat dret, obertures que tenen arc de llinda. Al pis, quatre finestres en arc de llinda i ampit, brancals i llinda de pedra. Adossat a la façana d'aquest cos, a l'esquerre i a l'altura de la planta baixa, hi havia una petita construcció, ara en ruïnes.
Al cos annex, una finestra en arc de llinda a cada pis, i un pou adossat a la façana. Cal destacar que aquest pou hauria aprofitat l'aigua de la pluja, perquè una canonada situada al ràfec de la teulada del cos rectangular, desaigua just al pou. A la façana lateral dreta, on hi havia una porta d'entrada, també hi havia adossat un cobert, com es dedueix per unes restes que s'aprecien al mur i com es veu en fotografies dels anys setanta.
A l'esquerra de la masia, hi ha un cos petit annexe, sense teulada i cobert d'herbes.
La part posterior de l'edifici, a l'altura de la planta baixa, l'edifici està adossat al terra.
Les façanes principals i la façana lateral esquerra, estan arrebossades, però el mal esta de conservació deixa veure el paredat rústic. Una inscripció a la façana, indica que l'edifici està en venda, però el telèfon de contacte està tapat en part. Diu " EN VENTA. TEL. 972 201---" La façana lateral dreta és de paredat rústic.
Es pot trobar localitzat al mapa: "Les ruïnes del Montseny".